# Spirocamallanus kerri
Spirocamallanus kerri är en rundmaskart som först beskrevs av Arthur Sperry Pearse 1933.  Spirocamallanus kerri ingår i släktet Spirocamallanus och familjen Camallanidae. Inga underarter finns listade i Catalogue of Life.